# Facila
O programa Facila é uma transferência de conhecimentos no âmbito de metodologia, pedagogia e conteúdos para preparar formandos com baixa escolaridade para futuros estudos e o processo de reconhecimento e validação dos Centros de Novas Oportunidades. A fonte dos conhecimentos é o programa Sueco para formação de adultos chamado "Kunskapslyftet".
O programa Facila surgiu dum protocolo de cooperação entre a Suécia e Portugal na área de formação de adultos, por inciativa do Johan Frisk, assinado em 2007 pelos Presidentes do Instituto do Emprego e Formação Profissional - IEFP e a Agência Nacional para a Qualificação - ANQ, do lado Português, e pelo Presidente da Câmara de Comércio e Indústria Luso-Sueca - CLS, o Engº Peter Billton, do lado Sueco, na presença dos Ministros de Trabalho e Educação mais o Primeiro Ministro José Sócrates e a Embaixadora da Suécia.

## Projectos de melhoria contínua
O ponto fulcral do processo formativo são os projectos de melhoria. Cada formando é convidado a analisar o seu posto de trabalho, aplicar componentes da Matemática para a Vida, procurar padrões e traduzi-los para a linguagem matemática. O procedimento permite aumento de produtividade e assim o aumento da empregabilidade do formando. Se a mesma metodologia é aplicada por donos de pequenas empresas, o resultado do processo leva a aumentos do empreendedorismo.

## Método formativo
A metodologia contempla duas vertentes fundamentais, individual e social. O processo de orientar adultos, a andragogia, serve de base para depois construir sobre os conhecimentos existentes de cada participante. O processo social constitui a pedra angular na capacitação de formandos adultos, a convicção de ser capaz, o "locus interno", a inter-ajuda inspirada na pesquisa do Professor Sugata Mitra, são todos componentes do importante "coaching de grupos" que caracteriza o programa Facila.

## Financiamento
Este projecto é apoiado pelo Programa Operacional de Potencial Humano (POPH) na medida 2.3, formações modulares certificadas. Como em muitos programas comunitários, o POPH é financiado com verbas oriundas do Fundo Social Europeu (75%) e o Orçamento do Estado Português (25%).

## Quadro Nacional de Qualificações
Como consequência da Estratégia de Lisboa há uma nova visão sobre conhecimento, uma visão mais preocupada com as evidências do que propriamente com o percurso da sua obtenção. Em Portugal, o Quadro Nacional de Qualificações pretende regularizar e valorizar os conhecimentos obtidos por vias não formais e informais.
O programa Facila, com a sua função na preparação de formandos para o processo de reconhecimento e validação da iniciativa Novas Oportunidades, pretende contribuir para a qualificação de adultos europeus.